# 1989 Голяма награда на Япония
1989 Голяма награда на Япония е 5-о състезание за Голямата награда на Япония и петнадесети кръг от сезон 1989 във Формула 1, провежда се на 22 октомври 1989 година на пистата Судзука в Судзука, Япония.

## Класиране

### Преди Гран При-то
Както е през миналия сезон, Макларън доминираха този сезон, с двамата си пилоти с шанс за спечелване на шампионската титла при пилотите. Ален Прост е с 14 точки преднина пред съотборника си Аертон Сена. Бразилеца спечели шест състезания срещу четири-те на французина, но с чести влизания в точките, с изключение само на едно. За да има шансове за титлата, Сена трябва задължително да победи в ГП на Япония. Ако бразилеца победи в последните две състезания, той ще стане световен шампион, независимо къде Прост ще финишира.

### Квалификация
Както се очакваше Макларън отново бяха най-бързи в квалификациите, като Сена постигна време, половин секунда от съотборника си Прост, за да вземе пола. Ферари-тата на Герхард Бергер и Найджъл Менсъл, окупираха втората редица, следвани от Уилямс-а на Рикардо Патрезе и Бенетон-а на Алесандро Нанини. Топ 10 окупираха още, Тиери Бутсен с Уилямс, специалиста в квалификациите Филип Алио с Лола, Стефано Модена с Брабам и Никола Ларини с Осела. Трикратният световен шампион, Нелсън Пикет с Лотус-Джъд, остана 11-и, докато Бернд Шнайдер със задвижвания от Закспийд, двигател на Ямаха постигна 21-во време, за да вземе участие в ГП за втори път (като първото е в първия кръг в Бразилия).

### Състезание
На старта Прост потегля по-бързо от Сена, за да вземе лидерството към първия завой. Всъщност стартът на Сена е толкова лош, че дори позволява да бъде атакуван от Герхард Бергер, но бразилецът си запазва позицията. За първите няколко обиколки Прост отваря разлика пред Сена с около шест секунди, след което бразилецът губи още две, поради бавен стоп при механиците. С нови гуми Сена започва да намалява преднината си пред съперника си за титлата. И двамата пилоти на Минарди имат лошия късмет да отпаднат още на старта, като Луис Перес-Сала е въвлечен в индицент. След като успява да вземе участие за състезанието, Бернд Шнайдер приключва участието си, след като спира болида си на старт-финалната права с повреда по скоростната кутия.
Менсъл, след като загуби две позиции на старта, успя да изпревари Патрезе за пета позиция. Ларини се свлече до 21-ва позиция, след като стартира 10-и, след като той излезе от трасето в битка с Далари-те на Алекс Кафи и Андреа де Чезарис. Следващ интерес момент е сблъсъкът между Тирел-а на Жан Алези и Бенетон-а на Емануеле Пиро, но двамата продължиха макар със загубени позиции.
Зад двата Макларън-а, Герхард Бергер отпадна от състезанието в 34 обиколка с повреда по скоростната кутия, а девет обиколки по-късно последва и съотборника на Бергер, Найджъл Менсъл със счупен двигател. Опасността за Макларън от Ферари отшумя, след като третия в състезанието, Алесандро Нанини е доста назад от Прост и Сена, които водеха своя битка, не само за победата, но и за титлата. За това състезание пилота на Бенетон използва старата версия на двигателя Форд DFR, вместо новия HBA4, чийто двигател е на болида на съотборника Пиро, който приключи участието си в 33-та обиколка. Филип Алио е следващият с повреда в двигателя в 36-а обиколка, след като е седми.
Сена се добра до Прост в 40-а обиколка, след като французина намали скоростта си като в следващите пет обиколки, разликата между двамата е секунда. В 46-а обиколка Сена е точно зад Прост като разликата е намалена под половин секунда. След завоя 130R, следващия е двойният шикан в който Сена от вътрешната страна се опита да изпревари Прост. Прост от своя страна се опитва да блокира атаката на Сена, което доведе и двамата пилоти да се ударят, преди самия ейпекс на завоя. Докато Прост се готвеше да излезе от болида си, маршалите помогнаха на Сена да продължи като бразилеца използва зоната за сигурност, за да се върне обратно на трасето.
Макар да продължи надпреварата, скоро предното крило на Сена, което понесе удара с болида на Прост преди малко, се отчупи и трябваше да влезе в бокса за смяна на ново предно крило. Бразилецът излезе само пет секунди зад новия лидер Нанини. Сена, карайки като луд скоро изпревари Нанини след само две обиколки, на същото място където се случи контакта с Прост. Три обиколки по-късно Сена пресече финалната права, следван от Нанини на втора позиция. Уилямс-ите на Патрезе и Бутсен завършиха трети и четвърти, следван от Нелсън Пикет и Мартин Брандъл вземайки последните места, даващо точки.

### След състезанието
Веднага след състезанието, Сена е дисквалифициран от състезанието от стюардите, след като пропусна шикана в резултат от удара с Прост. Самият Сена вярва че това е дело на шефа на ФИЗА, Жан-Мари Балестре, за да даде титлата на Прост (самият Балестре и стюардите обаче признаха че това не е вярно). Това позволи на Нанини да спечели единствената си победа във Формула 1, след като кариерата му е окончателно прекъсната след катастрофа с хеликоптер, година по-късно. С дисквалификацията на Сена, Ален Прост от своя страна взе титлата след като е невъзможно за бразилеца да намали разликата със само един кръг преди финала на сезона.
Макларън и Сена решиха да обжалват дисквалификацията. Според Рон Денис, решението на стюардите да накажат Сена е неправилно като не само им коства победата, но и загуба на наградни пари и бонуса от спонсорите. На срещата на ФИА в Париж, дисквалификацията на Сена не само не е уважено, но и глоба от 100 хиляди долара и шест-месечно наказание е наложено към пилота.

## Класиране
| Поз  | No | Пилот             | Конструктор       | Обиколки | Време/Отпадане  | Място | Точки |
| ---- | -- | ----------------- | ----------------- | -------- | --------------- | ----- | ----- |
| 1    | 19 | Алесандро Нанини  | Бенетон-Форд      | 53       | 1:35:06.277     | 6     | 9     |
| 2    | 6  | Рикардо Патрезе   | Уилямс-Рено       | 53       | + 11.904        | 5     | 6     |
| 3    | 5  | Тиери Бутсен      | Уилямс-Рено       | 53       | + 13.446        | 7     | 4     |
| 4    | 11 | Нелсон Пикет      | Лотус-Джъд        | 53       | + 1:44.225      | 11    | 3     |
| 5    | 7  | Мартин Брандъл    | Брабам-Джъд       | 52       | + 1 Об.         | 13    | 2     |
| 6    | 9  | Дерек Уорик       | Ероуз-Форд        | 52       | + 1 Об.         | 25    | 1     |
| 7    | 15 | Маурисио Гужелмин | Марч-Джъд         | 52       | + 1 Об.         | 20    |       |
| 8    | 10 | Еди Чийвър        | Ероуз-Форд        | 52       | + 1 Об.         | 24    |       |
| 9    | 21 | Алекс Кафи        | Далара-Форд       | 52       | + 1 Об.         | 15    |       |
| 10   | 22 | Андреа де Чезарис | Далара-Форд       | 51       | + 2 Об.         | 16    |       |
| ДКФ  | 1  | Айртон Сена       | Макларън-Хонда    | 53       | Дисквалифициран | 1     |       |
| Отп  | 2  | Ален Прост        | Макларън-Хонда    | 46       | Сблъсък         | 2     |       |
| Отп  | 8  | Стефано Модена    | Брабам-Джъд       | 46       | Двигател        | 9     |       |
| Отп  | 27 | Найджъл Менсъл    | Ферари            | 43       | Двигател        | 4     |       |
| Отп  | 12 | Сатору Накаджима  | Лотус-Джъд        | 41       | Двигател        | 12    |       |
| Отп  | 4  | Жан Алези         | Тирел-Форд        | 37       | Ск.кутия        | 18    |       |
| Отп  | 30 | Филип Алио        | Ларус-Ламборджини | 36       | Двигател        | 8     |       |
| Отп  | 28 | Герхард Бергер    | Ферари            | 34       | Ск.кутия        | 3     |       |
| Отп  | 20 | Емануеле Пиро     | Бенетон-Форд      | 33       | Сблъсък         | 22    |       |
| Отп  | 26 | Оливие Груяр      | Лижие-Форд        | 31       | Двигател        | 23    |       |
| Отп  | 16 | Иван Капели       | Марч-Джъд         | 27       | Окачване        | 17    |       |
| Отп  | 17 | Никола Ларини     | Осела-Форд        | 21       | Спирачки        | 10    |       |
| Отп  | 3  | Джонатан Палмър   | Тирел-Форд        | 20       | Тел-гориво      | 26    |       |
| Отп  | 34 | Бернд Шнайдер     | Закспийд-Ямаха    | 1        | Ск.кутия        | 21    |       |
| Отп  | 24 | Луис Перес-Сала   | Минарди-Форд      | 0        | Сблъсък         | 14    |       |
| Отп  | 23 | Паоло Барила      | Минарди-Форд      | 0        | Съединител      | 19    |       |
| НКв  | 25 | Рене Арну         | Лижие-Форд        |          |                 |       |       |
| НКв  | 29 | Микеле Алборето   | Ларус-Ламборгини  |          |                 |       |       |
| НКв  | 38 | Пиер-Анри Рафанел | Риал-Форд         |          |                 |       |       |
| НКв  | 39 | Бертран Гашо      | Риал-Форд         |          |                 |       |       |
| DNPQ | 18 | Пиеркарло Гинзани | Осела-Форд        |          |                 |       |       |
| DNPQ | 31 | Роберто Морено    | Колони-Форд       |          |                 |       |       |
| DNPQ | 36 | Стефан Йохансон   | Оникс-Форд        |          |                 |       |       |
| DNPQ | 35 | Агури Сузуки      | Закспийд-Ямаха    |          |                 |       |       |
| DNPQ | 33 | Оскар Лараури     | Евро Брун-Джъд    |          |                 |       |       |
| DNPQ | 37 | Джей Джей Лехто   | Оникс-Форд        |          |                 |       |       |
| DNPQ | 40 | Габриеле Таркини  | АГС-Форд          |          |                 |       |       |
| DNPQ | 41 | Яник Далмас       | АГС-Форд          |          |                 |       |       |
| DNPQ | 32 | Енрико Бертаджа   | Колони-Форд       |          |                 |       |       |

## Класиране след състезанието
| Поз | Пилот           | Точки   |
| --- | --------------- | ------- |
| 1   | Ален Прост      | 76 (81) |
| 2   | Айртон Сена     | 60      |
| 3   | Найджъл Менсъл  | 38      |
| 4   | Рикардо Патрезе | 36      |
| 5   | Тиери Бутсен    | 28      |

| Поз | Конструктор    | Точки |
| --- | -------------- | ----- |
| 1   | Макларън-Хонда | 141   |
| 2   | Уилямс-Рено    | 64    |
| 3   | Ферари         | 59    |
| 4   | Бенетон-Форд   | 31    |
| 5   | Тирел-Форд     | 16    |